# Gilbert Bauvin
Gilbert Bauvin, nascido a 4 de agosto de 1927 em Lunéville, foi um ciclista francês, profissional entre 1950 e 1960, cujos maiores sucessos desportivos obteve-os no Tour de France, onde conseguiu 5 vitórias de etapa, prova na que também conseguiria finalizar segundo da classificação geral no ano 1956; e na Volta a Espanha onde conseguiria 3 vitórias de etapa. Também conseguiu liderar a classificação geral em ambas competições .

## Palmarés

### Estrada
| - 1952 - Tour de Doubs - 1954 - 2 etapas no Tour de France - Paris-Camembert - Grande Prêmio de Cannes - 1955 - 2 etapas na Volta a Espanha - 1 etapa na Paris-Nice | - 1956 - 1 etapa na Volta a Espanha - 1957 - 1 etapa no Tour de France - 1 etapa na Volta a Espanha - Grande Prêmio de Mônaco - 1958 - 1 etapa no Tour de France - Volta à Romandia, mais uma etapa |

### Ciclocross
- 1953
  - 2.º no Campeonato Mundial de Ciclocross 
  - 2.º no Campeonato da França de Ciclocross

## Resultados em Grandes Voltas e Campeonato do Mundo
Durante sua carreira desportiva tem conseguido os seguintes postos nas Grandes Voltas e nos Campeonatos do Mundo em estrada:
| Corrida            | 1950 | 1951 | 1952 | 1953 | 1954 | 1955 | 1956 | 1957 | 1958 | 1959 | 1960 |
| ------------------ | ---- | ---- | ---- | ---- | ---- | ---- | ---- | ---- | ---- | ---- | ---- |
| Giro d'Italia      | -    | -    | -    | -    | -    | -    | -    | -    | -    | -    | -    |
| Tour de France     | 49.º | 8.º  | 32.º | 16.º | 10.º | 18.º | 2.º  | 14.º | 15.º | -    | -    |
| Volta a Espanha    | -    | X    | X    | X    | X    | 36.º | 7.º  | 24.º | -    | Ab.  | -    |
| Mundial em Estrada | -    | -    | -    | -    | -    | -    | -    | -    | -    | -    | -    |

## Equipas
- Nancia (1950-1954)
- Saint-Raphael - R. Geminiani (1955-1960)